# Eustachius von Löser
Eustachius von Löser (* 6. Juli 1585 in Ahlsdorf; † 8. Oktober 1634 in Zittau) war ein kursächsischer Generalmajor. Er ist nicht zu verwechseln mit Eustachius Friedrich von Löser.

## Leben
Löser stammte aus dem im Kurkreis ansässigen Adelsgeschlecht Löser. Seine Eltern waren Mathias Löser und dessen Ehefrau Anna von Schlieben.
Er wurde auf Schloss Ahlsdorf geboren und schlug eine Militärlaufbahn im Dienst der albertinischen Wettiner ein. Er war u. a. in der Schlacht bei Breitenfeld am 17. September 1631 als Regimentsführer beteiligt. Er starb durch ein Duell mit dem Prinzen Franz Karl von Sachsen-Lauenburg auf dem Kummersberg bei Zittau.
Sein Grabstein und der seiner Frau Justina von Einsiedel (1593–1635), Tochter von Hildebrand von Einsiedel, Herr von Gnandstein, befand sich in der Sophienkirche in Dresden. Das Paar hatte wenigstens einen Sohn Wolfgang Heinrich († 1699), der Ursula von Miltitz heiratete.